# AO Большой Медведицы
AO Большой Медведицы (лат. AO Ursae Majoris) — одиночная переменная звезда в созвездии Большой Медведицы на расстоянии (вычисленном из значения параллакса) приблизительно 21138 световых лет (около 6481 парсека) от Солнца. Видимая звёздная величина звезды — от +16,4m до +14,8m.

## Характеристики
AO Большой Медведицы — пульсирующая переменная звезда типа RR Лиры (RRAB).